# 전상장

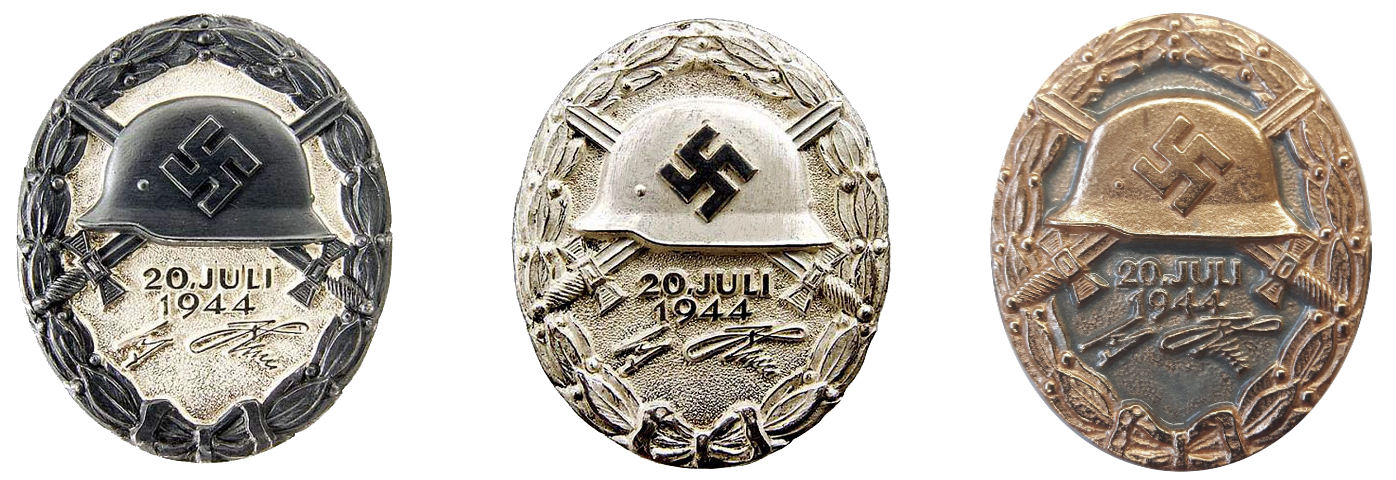
1944년 전상장.

전상장(독일어: Verwundetenabzeichen)은 독일국의 상이훈장이다. 흑색, 은색, 금색의 3개 등급이 있었다.
1918년 3월 3일 황제 빌헬름 2세가 제정하여 제1차 세계 대전에 참전한 독일 제국 육군의 상이군인들을 대상으로 수여하게 했다. 이후 전간기에는 스페인 내전에 참전한 상이군인들에게 수여되었다. 1939년 새로이 개정 제정하여 제2차 세계 대전 상이군인들에게 수여하였다. 1944년 7월 20일 음모 이후 히틀러 암살미수에 휘말려 부상당한 이들에게 수여하기 위해 또 한번 제정하여 총 3개 연식 3개 등급의 9개 훈장이 존재한다.

## 연식 및 등급
| 등급＼연식 | 1918년형 | 1939년형 | 1944년형 | 수여기준                                       |
| ---------- | -------- | -------- | -------- | ---------------------------------------------- |
| 흑색장     |          |          |          | 적의 공격(공습 포함)에게 2회 이상 부상당한 이. |
| 은색장     |          |          |          | 3회 또는 4회 부상당한 이.                      |
| 금색장     |          |          |          | 5회 이상 부상당한 이. 사후 수여 가능.          |

## 참고 자료
- Angolia, John (1987). For Führer and Fatherland: Military Awards of the Third Reich. R. James Bender Publishing. ISBN 0912138149.
- Steiner, John Michael (1976). Power Politics and Social Change in National Socialist Germany: A Process of Escalation into Mass Destruction. The Hague: Mouton. ISBN 978-90-279-7651-2.